# Stellaria anagalloides
Stellaria anagalloides är en nejlikväxtart som beskrevs av Carl Anton von Meyer och Franz Josef Ivanovich Ruprecht. Stellaria anagalloides ingår i släktet stjärnblommor, och familjen nejlikväxter. Inga underarter finns listade i Catalogue of Life.